# Der letzte Tag von Pompeji (Gemälde)
Der letzte Tag von Pompeji ist ein großformatiges Historiengemälde des russischen Malers Karl Pawlowitsch Brjullow aus den Jahren 1830 bis 1833. Es misst 456,5 × 651 cm und wurde mit Ölfarben auf Leinwand gemalt. Das Bild zeigt den Ausbruch des Vesuvs am 24. August des Jahres 79 n. Chr. Stilistisch vereint es den russischen Klassizismus mit der Romantik französischer Prägung.

## Hintergrund

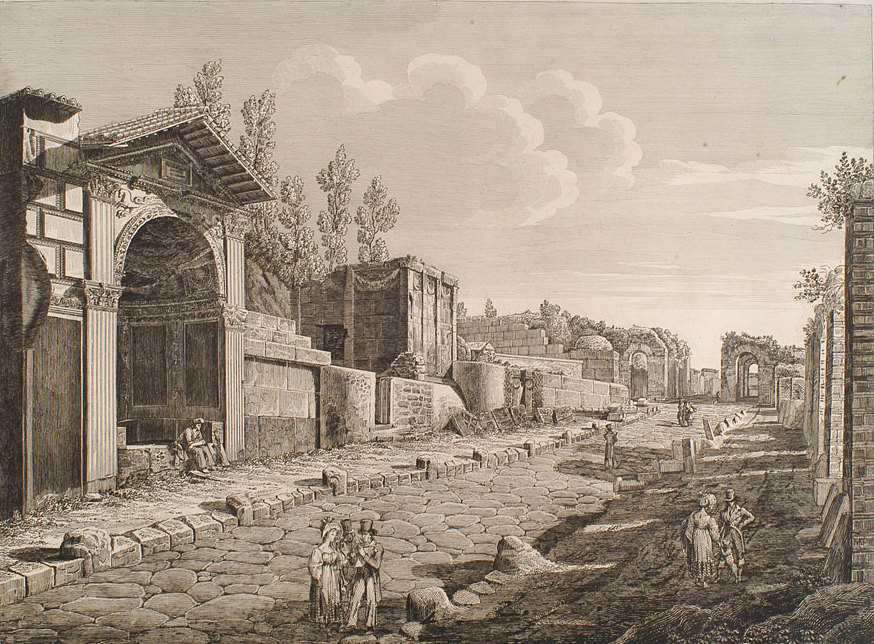
Luigi Rossini, Via dei Sepolcri in Pompei, 1830

Die im Jahr 79 nach Christus bei einem Vulkanausbruch verschüttete Stadt Pompeji und das benachbarte Herculaneum waren im frühen 19. Jahrhundert Gegenstand intensiver Forschungen und Grabungstätigkeiten. Die dramatische Geschichte vom Untergang der Stadt weckte auch das Interesse von Künstlern. So hatte der englische Maler John Martin 1822 The Destruction of Pompeii and Herculaneum gemalt und es wurden viele Grafiken zu den Städten und den Ausgrabungen geschaffen.
1823 reiste Brjullow mit seinem Bruder Alexander über Venedig und Florenz nach Rom. Alexander Brjullow nahm an den Ausgrabungen und der Restaurierung der Thermen in Pompeji in den Jahren 1825/26 teil und veröffentlichte 1829 in Paris das Buch Thermes de Pompéi. Karl Brjullow besuchte Pompeji wahrscheinlich erstmals im Jahr 1824. Außerdem sah er Alessandro Sanquiricos Bühnenbild für Giovanni Pacinis Oper L’ultimo giorno di Pompei (Der letzte Tag von Pompeji; 1825), die in Neapel und am Mailänder Teatro alla Scala aufgeführt wurde. Er besuchte auch das Museum in Neapel, in dem die Artefakte aus Pompeji ausgestellt wurden. Sicher belegt ist ein Besuch in Pompeji im Jahr 1827. Dabei war er so beeindruckt von der Via dei Sepolcri, dass er sich entschloss, die Geschehnisse in einem Gemälde festzuhalten. Briefe legen nahe, dass Brjullow den Augenzeugenbericht von Plinius dem Jüngeren gelesen hatte und ihn als Vorbild für das Gemälde nutzte.

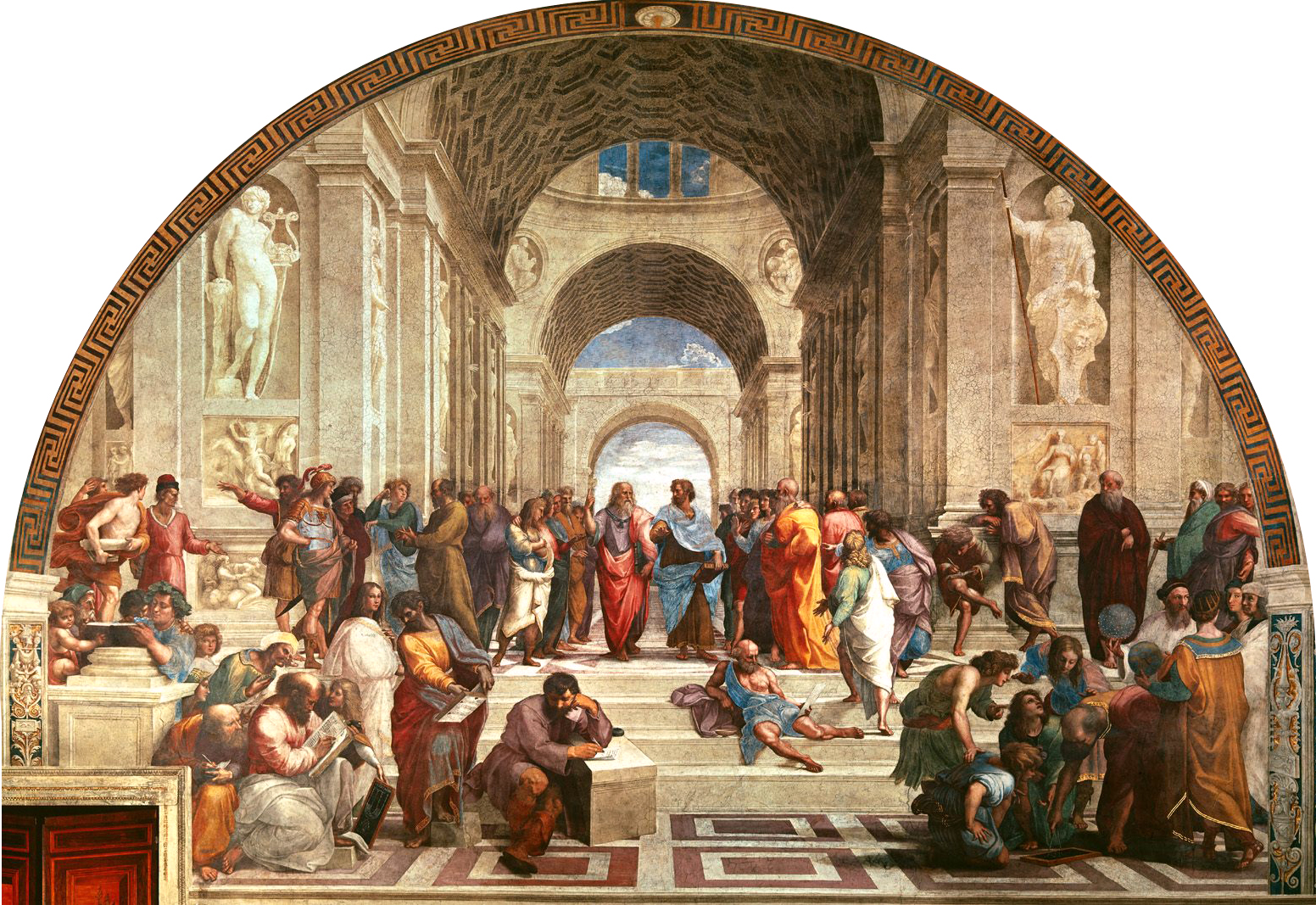
Raffael, Die Schule von Athen, 1509–1511, Fresko im Apostolischen Palast

1828 fertigte Brjullow auf Bitten der Gräfin Maria Razumowskaja eine erste Zeichnung zu den Geschehnissen in Pompeji. Das eigentliche Gemälde entstand als Auftrag von Prinz Anatole Demidoff di San Donato, den Brjullow in Neapel getroffen und porträtiert hatte. Das Gemälde sollte 1830 vollendet werden, doch zum Jahresende hatte der Maler gerade einmal die Umrisse der Figuren fertiggestellt. Er reiste daraufhin nach Bologna und Venedig und studierte die Werk von Tintoretto und Tizian.

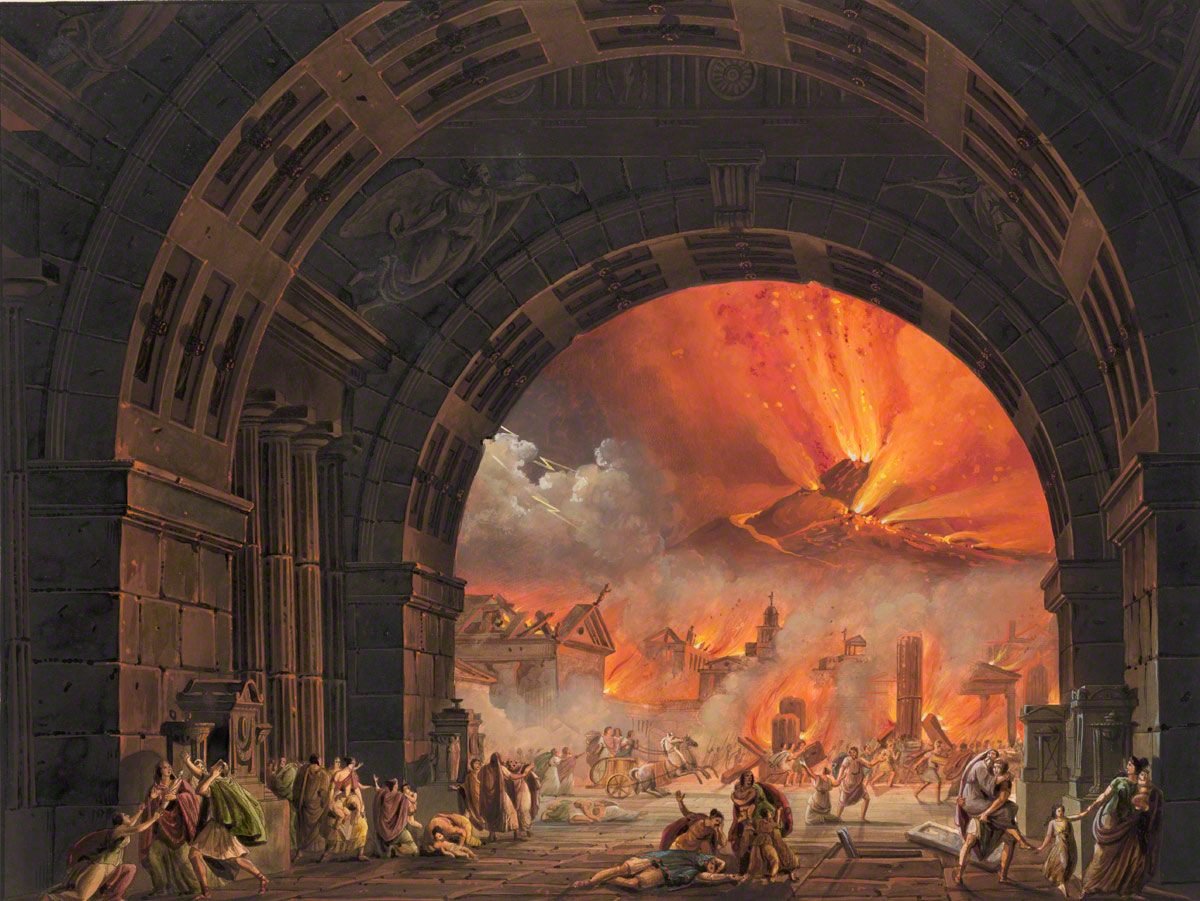
Alessandro Sanquiricos Bühnenbild für die Oper L’ultimo giorno di Pompei am Teatro alla Scala in Mailand, 1827

## Inhalt und Komposition
Thema des Bildes ist der Ausbruch des Vesuvs im Jahr 79 nach Chr., bei dem die antike römische Stadt Pompeji zerstört wurde und die meisten Einwohner starben. Es zeigt Angst und Entsetzen der Bewohner während des Vulkanausbruchs. Brjullow gab an, dass er Raffaels Werk Die Schule von Athen (1509–1511) intensiv studiert hatte und zum stilistischen Vorbild nahm. Er äußerte, klassizistische Formen der Maler der Renaissance genutzt zu haben, diese aber mit den Möglichkeiten romantischer Malerei kombiniert zu haben. So nutzte er eine dramatisch-lebhafte Farbgebung, intensive Hell-Dunkel-Kontraste und emotional aufgeladene Bildinhalte. Einige Quellen sehen aber auch eine Beeinflussung Brjullows von Raffaels Der Borgobrand (1514–17) und Nicolas Poussins Die Plage von Ashdod (1630).
Brjullow verzichtete auf Kühle und Kontrastarmut und Flachheit des vorherrschenden Klassizismus zugunsten von Ausdruck, lebendigen Farben und Tiefenwirkung. Das Bild ist reich an authentischen Details, die Brjullow auf seinen Reisen und bei Studien entdeckt hatte. Dramatik und Dynamik entstehen im Bild durch die Körperhaltung der Figuren, aber auch durch den bedrohlichen Hintergrund mit dem wolkenverhangenen Himmel, aus dem es Asche regnet, und die von ihren Sockeln stürzenden Statuen. Die Figuren und ihre Posen sind bestimmt von der Angst und zeigen stilistische Merkmale antiker Malerei. Brjullow übernahm diese von den Gemälden anderer Künstler wie etwa Julia Samoilowa. Der Soldat und der Junge, die im rechten Bildervordergrund einen älteren Mann retten, könnten an die Geschichte von Aeneas angelehnt sein, der seinen Vater Anchises bei der Zerstörung Trojas rettete. Im Bildhintergrund versteckte der Maler ein Bildnis von sich selbst als antikem Künstler, der seine Malutensilien auf dem Kopf mit sich trägt.

## Rezeption

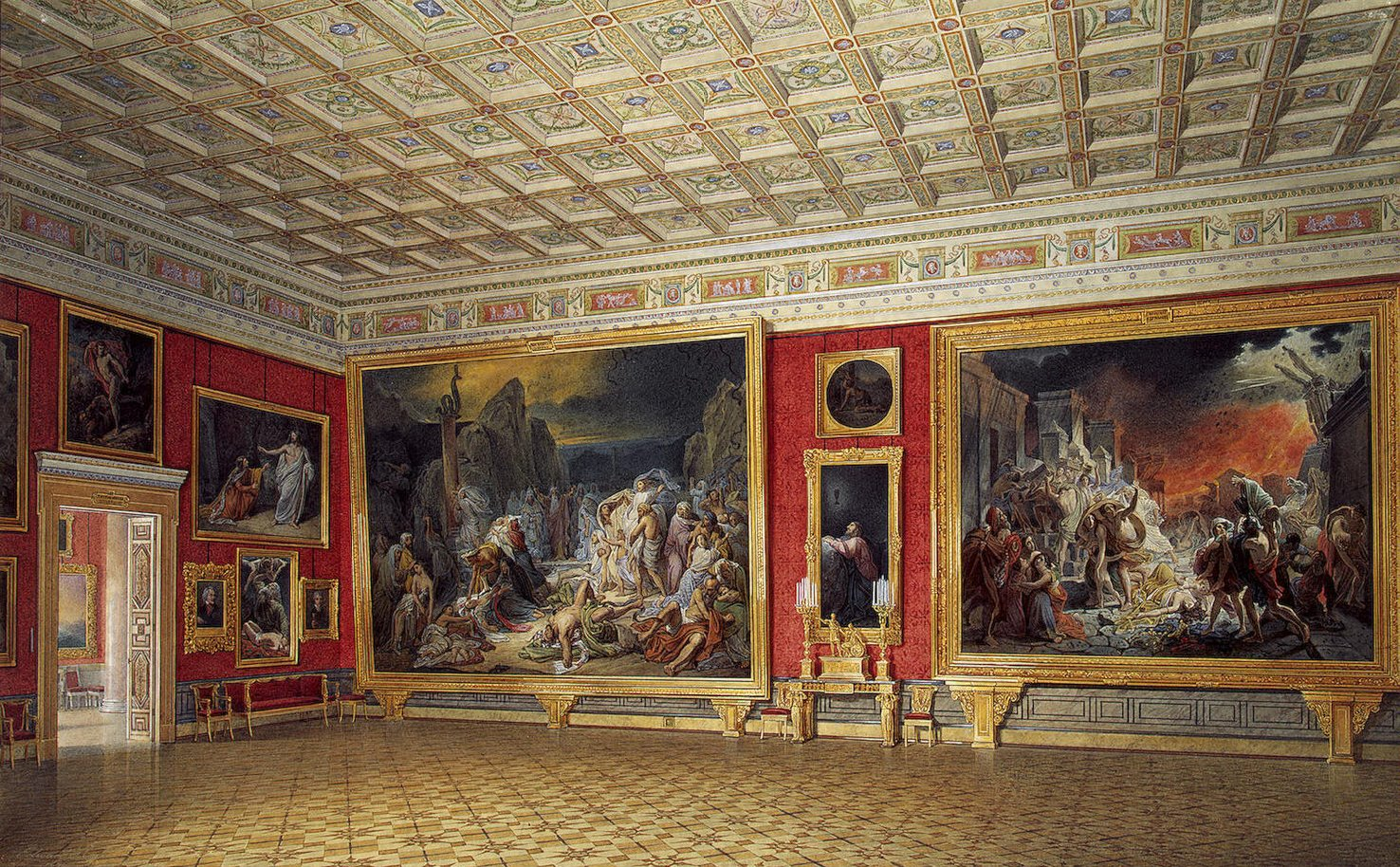
Der letzte Tag von Pompeji neben Moses und die eherne Schlange (1840) von Fjodor Antonowitsch Bruni im Eremitage-Museum im Jahr 1856, Aquarell von Edward P. Hau

Brjullow arbeitete mehr als drei Jahre an dem Gemälde und sein Auftraggeber Demidoff drohte bereits mit der Stornierung des Auftrages. Erstmals gezeigt wurde das Werk in Brjullows Atelier in  der Via San Claudio in Rom, wo es sofort Aufmerksamkeit erregte. Der Sohn von Schriftsteller Walter Scott soll es stundenlang studiert haben und als „episch“ beschrieben haben und der klassizistische Maler Vincenzo Camuccini lobte es als „flammenden Koloss“. Der italienische Archäologe Pietro Ercole Visconti preiste den Maler und sein Bild in einem Artikel. In Mailand bekam Brjullow stehende Ovationen und wurde mit einer Blumengirlande durch die Straßen getragen. In der Stadt sah das Bild auch Edward Bulwer-Lytton, der 1834 den Roman Die letzten Tage von Pompeji veröffentlichte.
Im Jahr 1834 wurde Der letzte Tag von Pompeji im Salon de Paris gezeigt. Das Gemälde gewann zwar eine Goldmedaille, doch die französische Kritik reagierte verhalten. Für einige Kritiker war es im Vergleich zu dem ebenfalls gezeigten Die Frauen von Algier (1834) von Eugène Delacroix „veraltet“. Die dargestellten Emotionen kommentierte ein Kritiker in der Kunstzeitschrift L’Artiste: „Der Eindruck hat weniger mit Entsetzen zu tun als mit Lächerlichkeit“.
Der letzte Tag von Pompeji war das erste russische Kunstwerk, das außerhalb Russlands größeres Interesse weckte und es machte Brjullow auch international bekannt. Fünf Kunstakademien ernannte ihn zum Ehrenmitglied und die Zahl der positiven Rezensionen und Kommentare war so groß, dass die russische Gesellschaft zur Unterstützung der Künstler sie in einem Buch versammelte und ins Russische übersetzen ließ.
Im August 1834 kam das Gemälde nach Russland und sorgte dort für ähnliche Begeisterung wie in Italien. Brjullow wurde mit dem Orden der Heiligen Anna 3. Klasse geehrt. Außerdem wurde er Professor an der kaiserlichen Kunstakademie. Der russische Schriftsteller Iwan Sergejewitsch Turgenew beschrieb das Gemälde als „Glorie von Russland und Italien“ und es inspirierte Alexander Sergejewitsch Puschkin zu einem Gedicht über die Zerstörung Pompejis. Russland sah das Gemälde als Aufstieg der russischen Kunst in Europa und damit auch der russischen Künstler. Der Schriftsteller Nikolai Wassiljewitsch Gogol meinte, das Werk sei eine „strahlende Auferstehung der [russischen] Malerei, die zu lange in einem halb-lethargischen Zustand“ verharrt habe. Der russische Philosoph Alexander Iwanowitsch Herzen sah in dem Bild eine Allegorie zum Kollaps europäischer Monarchien oder der tyrannischen Herrschaft des russischen Kaiserreichs über den Einzelnen.
Nach dem großen Erfolg von Der letzte Tag von Pompeji erwartete man von Brjullow weitere ähnliche Historiengemälde, doch die meisten seiner Versuche blieben unvollendet. Stattdessen verlegte er sich vor allem auf Porträts der russischen Oberschicht und der Zarenfamilie.
1968 und 1998 war das Gemälde auf einer sowjetischen bzw. einer russischen Briefmarke abgedruckt.

## Provenienz
Das Gemälde wurde im Auftrag von Prinz Demidoff für 25.000 Rubel geschaffen. In Russland wurde es erstmals im Winterpalast des Zaren Nikolaus I. ausgestellt. 1836 schenkte es der Zar der Kaiserlichen Kunstakademie. Ab 1851 wurde es in der Eremitage ausgestellt. Derzeit gehört es zur Sammlung des Russischen Museums in Sankt Petersburg.

## Galerie

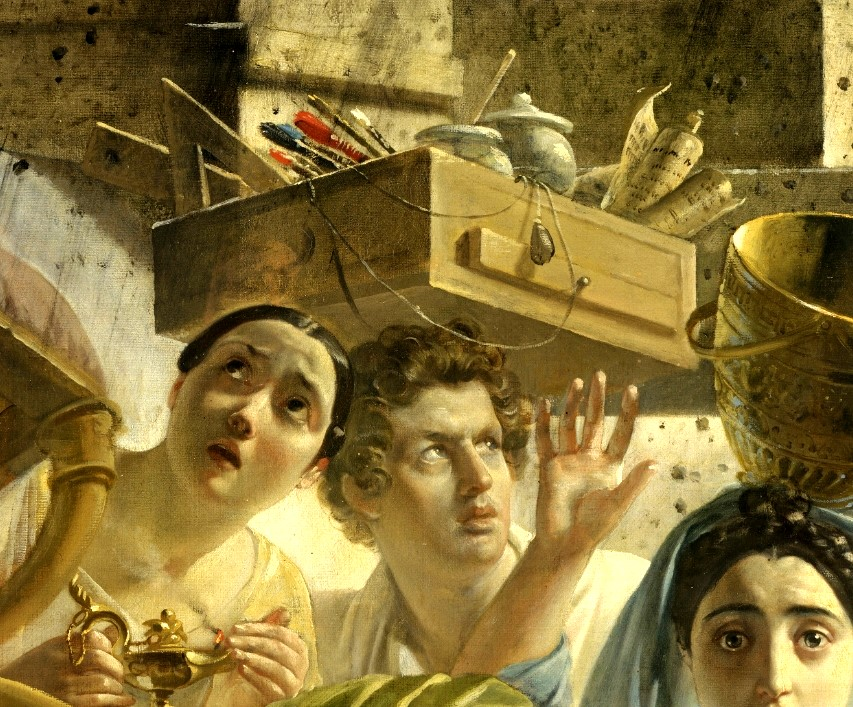
Der Künstler mit seinen Malutensilien.
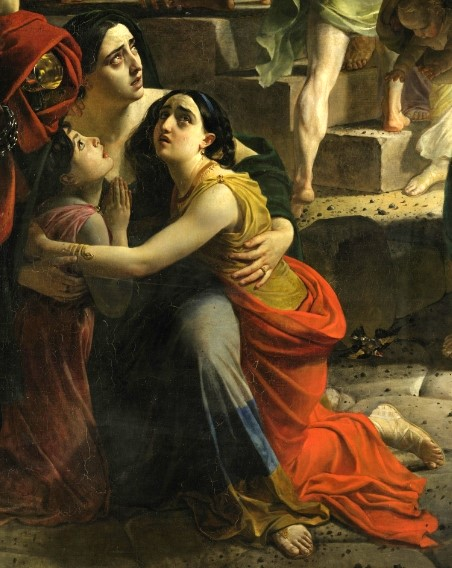
Vorbild für diese Figurine sollen die Gräfin Julia Samoilowa und Giovanni Pacinis Töchter Giovannina und Amazilia gewesen sein.
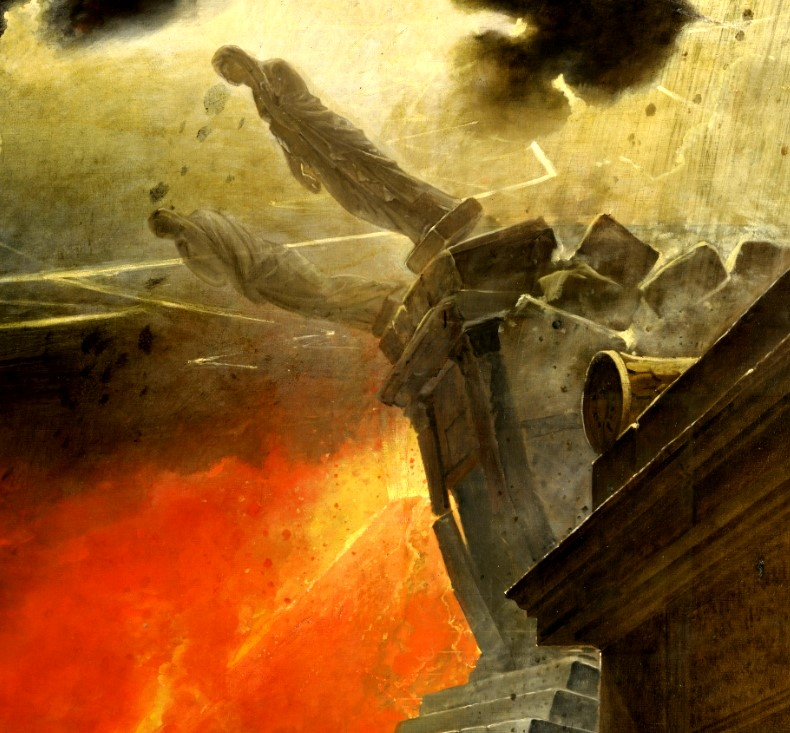
Die herabstürzenden Statuen stehen sinnbildlich für die Kraft der Natur über den Menschen.
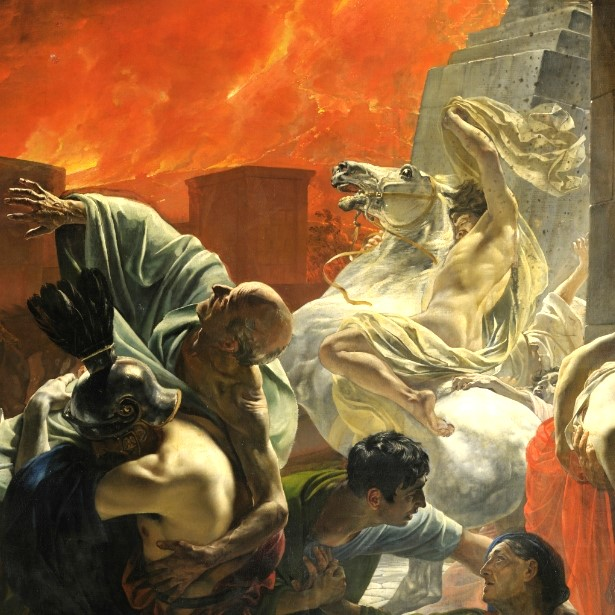
Die klassisch modellierten Körper des Reiters und des Soldaten.
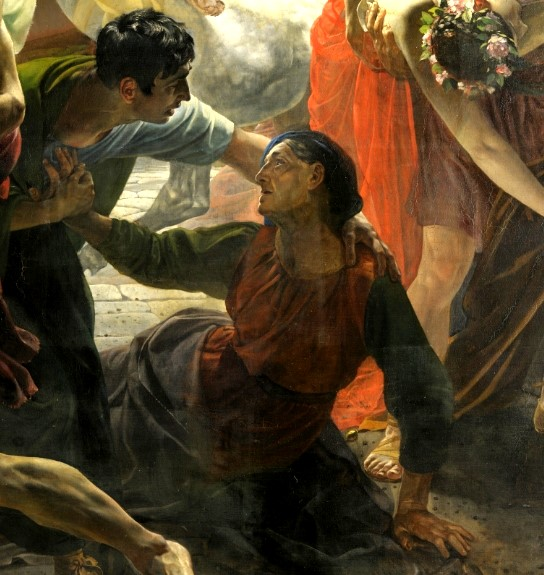
Eine Mutter fleht ihren Sohn an, zu fliehen, so wie es Plinius über seine Mutter berichtete
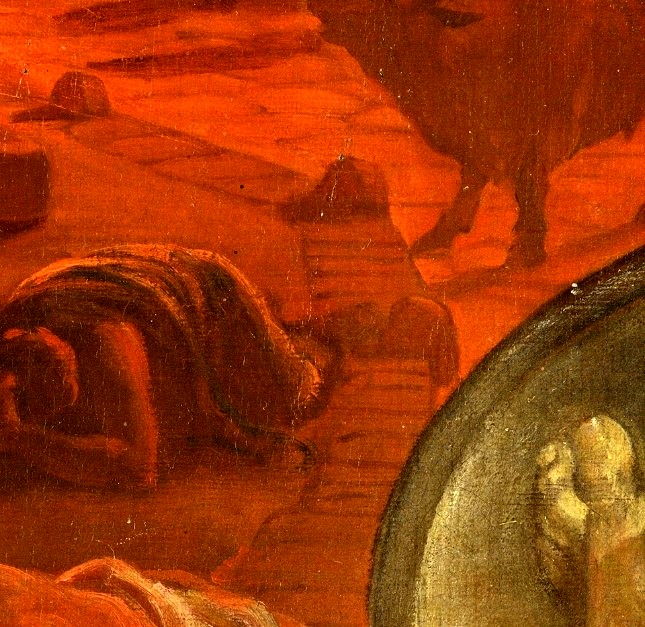
Die Steinmetzarbeiten und das Pflaster sind denen in Pompeji nachempfunden.
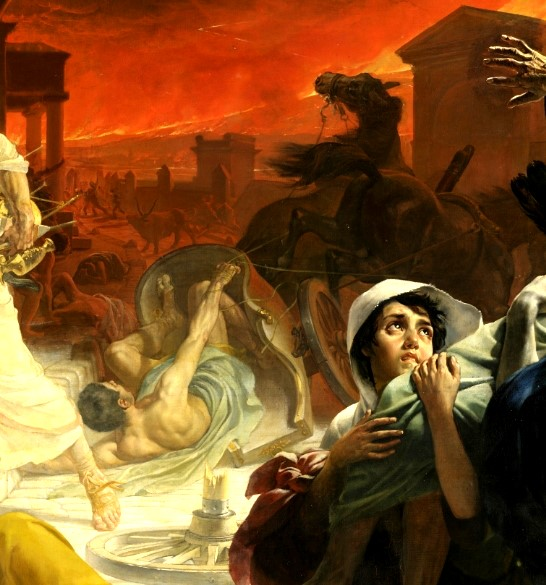
Ein scheuendes Pferd und der zerbrochene Wagen führen in den tiefen Raum des Bildes.